# Dichotomius lucasi
Dichotomius lucasi là một loài bọ cánh cứng trong họ Bọ hung (Scarabaeidae).